# 蔣珙
蔣珙（1477年—？），字國信，號𠙶山，應天府溧陽縣人，軍籍，明朝政治人物。

## 生平
原姓楊，後復蔣姓。正德八年（1513年）癸酉科應天鄉試第七十六名舉人，十二年（1517年）中式丁丑科會試第二百二十六名，三甲第八十一名進士。都察院觀政，授桐鄉縣知縣，升工部主事，改刑部主事，升員外郎、郎中，出為湖廣按察司僉事，致仕。

## 家族
曾祖蔣文惠，壽官；祖父蔣觀；父蔣立。嫡母任氏、湯氏；生母沈氏。永感下。弟蔣琦（貢士）、蔣珍（指揮使）。